# Эммерих, Андре
Андре Эммерих (англ. André Emmerich; 11 октября 1924, Франкфурт-на-Майне, Германия — 25 сентября 2007) — американский галерист немецкого происхождения, специализировавшийся на школе живописи цветового поля и доколумбовом искусстве, а также работавший с такими художниками как Дэвид Хокни и Джон Д. Грэм.

## Ранняя биография и образование
Андре Эммерих родился во Франкфурте-на-Майне, в Германии, в семье Лили (урождённой Маркс) и Гуго Эммерих. Его дед был арт-дилером, собиравшим коллекцию произведений искусства для Джона Пирпонта Моргана. Его еврейская семья бежала в Амстердам, когда ему было семь лет, а потом в Нью-Йорк в 1940 году, где поселилась в Куинсе. В 1944 году Эммерих окончил Оберлинский колледж со степенью бакалавра по истории. В течение десяти лет он жил в Париже, где был писателем и редактором, работая в журналах «Réalités» и «Connaissance des Arts», парижском издании «New York Herald Tribune» и «Time-Life International».

## Карьера
Роберт Мазервелл познакомил Эммериха с небольшой группой «эксцентричных» художников, которая позднее стала известна как Нью-йоркская школа абстрактного экспрессионизма. Галерея Эммериха появилась в 1950-е годы, располагаясь в Нью-Йорке: с 1959 года в Фуллер-билдинг на Восточной 57-й улице, а в 1970-х годах имела также филиалы на Западном Бродвее в Манхэттене и в Цюрихе (Швейцария).
Галерея представляла ведущих художников, работавших в самых разнообразных стилях, включая абстрактный экспрессионизм, оптическое искусство, живопись цветового поля, живопись жёстких контуров, лирическая абстракция, минимал-арт, поп-арт, реализм и другие. Эммерих организовал важные выставки доколумбового искусства и написал на эту тему две книги, получившие признание, «Искусство до Колумба» (1963) и «Пот Солнца и слёзы Луны: золото и серебро в доколумбовом искусстве» (1965).
Кроме Дэвида Хокни и Джона Д. Грэма в галерее были представлены многие всемирно известные художники, в том числе: Ханс Хофман, Морис Луис, Элен Франкенталер, Кеннет Ноланд, Сэм Фрэнсис, Энтони Каро, Джулс Олицки, Джек Буш, Джон Хойланд, Александр Либерман, Ал Хелд, Энн Райан, Мириам Шапиро, Пол Брач, Герберт Фербер, Эстебан Висенте, Фридель Дзубас, Нил Уильямс, Теодорос Стамос, Энн Трутт, Карел Аппел, Пьер Алешинский, Ларри Пунс, Ларри Зокс, Дэн Кристенсен, Ронни Лэндфилд, Стэнли Боксер, Пэт Липски, Роберт Наткин, Джуди Пфафф, Джон Харрисон Леви, Уильям Х. Бейли, Доротея Рокберн, Нэнси Грейвс, Джон Маклафлин, Эд Мозес, Беверли Пеппер, Пьеро Дорацио и другие. 
С 1982 по 1996 год Эммерих содержал парк скульптуры площадью 150 акров под названием «Топ-Галлант» в Паулинге (Нью-Йорк), на территории его загороднего поместья, некогда бывшем квакерской фермой. Там демонстрировались масштабные работы, включая произведения Александра Колдера, Беверли Пеппера, Бернара Венета, Тони Розенталя, Исаака Виткина, Марка Ди Суверо и Джорджа Рики, а также работы молодых художников, таких как Кит Харинг. Стенки наземного бассейна коттеджа Эммериха были расписаны океанскими волнами Хокни. Многие из этих произведений позднее перешли в коллекции музеев, в том числе в Музей изобразительных искусств в Хьюстоне и Детройтский институт искусств.
В 1996 году Сотбис приобрёл галерею Андре Эммериха, с целью управления наследием художников. Год спустя фонд Йозефа и Анни Альберс, главный бенефициар поместий Альберса, не продлил этот трехлетний контракт. В итоге галерея была закрыта Сотбис в 1998 году.

## Личная жизнь
Жену Эммериха звали Констанцией (урождённая Маранц), у них было трое детей: Адам Эммерих, адвокат в «Wachtell, Lipton, Rosen & Katz», продюсер Тоби Эммерих и актёр Ноа Эммерих. Эммерих умер от инсульта в Манхэттене 25 сентября 2007 года в возрасте 82 лет. 

## Наследие
Документы Андре Эммериха и записи его галереи были переданы в Архив американского искусства в период с 1999 по 2002 год. Ещё два подобных пожертвования были сделаны женой Эммериха Сюзанной в 2008 и 2009 годах, а ещё одно — в 2009 году Джеймсом Йохе, бывшим деловым партнером Эммериха.